# Facundo Tello
Facundo Raúl Tello Figueroa (* 4. Mai 1982 in Bahía Blanca) ist ein argentinischer Fußballschiedsrichter. Seit 2019 ist er FIFA-Schiedsrichter und war unter anderem bei der Fußball-Weltmeisterschaft 2022 und der Fußball-Europameisterschaft 2024 im Einsatz.

## Werdegang
Tello pfeift seit 2015 Spiele der Liga Profesional de Fútbol (LFP) – der höchsten argentinischen Spielklasse. 2019 leitete er das Endspiel der Copa Argentina, in dem Central Córdoba gegen River Plate mit 0:3 unterlag. 2021 pfiff er das Finale des erstmals ausgetragenen Copa de la Liga Profesional – ein Pokalwettbewerb der LFP-Teams – in dem die Boca Juniors den Club Atlético Banfield mit 5:3 i. E. bezwangen. Im November 2022 leitete er das Spiel um den argentinischen Superpokal zwischen den Boca Juniors und Racing Club. In dieser Partie verhängte er insgesamt 10 Platzverweise, darunter sieben gegen Boca-Spieler, sodass die Partie kurz vor Ende der Verlängerung beim Stand von 1:2 abgebrochen werden musste, da für Boca nur noch fünf Spieler auf dem Platz standen.
Seit 2019 steht Tello auf der FIFA-Liste, die ihn zur Leitung internationaler Partien berechtigt. Sein Debüt in diesem Bereich gab er im Februar 2019 bei der Copa-Libertadores-Zweitrundenpartie zwischen Deportivo La Guaira und Atlético Nacional. Im selben Jahr kam er zu zwei Einsätzen in der Gruppenphase bei der U-20-Fußball-Südamerikameisterschaft 2019. Bei der Recopa Sudamericana 2022 (vergleichbar mit dem UEFA Super Cup), leitete er das Hinspiel des brasilianischen Duells zwischen Athletico Paranaense und Palmeiras.
Sein erstes interkontinentales Turnier erlebte er im Dezember 2021 beim FIFA-Arabien-Pokal, dem offiziellen Vorbereitungsturnier für die Fußball-Weltmeisterschaft 2022, wo er mit zwei Spielleitungen der Vorrunde und beim Spiel um Platz 3 betraut wurde. Er wurde schließlich auch in das 36 Hauptschiedsrichter umfassende Spieloffiziellen-Aufgebot für die WM 2022 berufen, ihm zur Seite standen wie bereits beim Arabien-Pokal Ezequiel Brailovsky und Gabriel Chade. Beim Turnier in Katar kam Tello mit seinem Gespann zu drei Spielleitungen, darunter beim Auftaktsieg der Schweizer Mannschaft gegen Kamerun sowie bei einem Viertelfinale.
Im Rahmen eines Austauschprogramms zwischen den Fußballkontinentalverbänden Südamerikas und Europas kam er gemeinsam mit seinen Stammassistenten Ezequiel Brailovsky und Gabriel Chade bei Fußball-Europameisterschaft 2024 in Deutschland zu zwei Einsätzen. Im Gegenzug nahm ein italienisches Gespann um Maurizio Mariani an der Copa América 2024 teil.
Im November 2024 leitete Tello das Endspiel der Copa Libertadores. In dem rein brasilianischen Duell zwischen Atlético Mineiro und Botafogo FR verwies Tello bereits in der 2. Minute einen Spieler Botafogos wegen Foulspiels des Feldes. Dennoch konnte sich der Club aus Rio de Janeiro mit 3:1 durchsetzen und erstmalig den Copa-Gewinn feiern.

## Besondere Einsätze

### Beim FIFA-Arabien-Pokal 2021
| Phase            | Datum         | Spielort  | Heimmannschaft | Gastmannschaft | Ergebnis             |
| ---------------- | ------------- | --------- | -------------- | -------------- | -------------------- |
| Gruppenphase     | 4. Dez. 2021  | ar-Rayyan | Jordanien      | Marokko        | 0:4 (0:3)            |
| Gruppenphase     | 7. Dez. 2021  | al-Wakra  | Algerien       | Ägypten        | 1:1 (1:0)            |
| Spiel um Platz 3 | 18. Dez. 2021 | Doha      | Ägypten        | Katar          | 0:0 n. V., 4:5 i. E. |

### Bei der Fußball-Weltmeisterschaft 2022
| Phase         | Datum         | Spielort  | Heimmannschaft | Gastmannschaft | Ergebnis  |
| ------------- | ------------- | --------- | -------------- | -------------- | --------- |
| Gruppenphase  | 24. Nov. 2022 | al-Wakra  | Schweiz        | Kamerun        | 1:0 (0:0) |
| Gruppenphase  | 2. Dez. 2022  | al-Rayyan | Südkorea       | Portugal       | 2:1 (1:1) |
| Viertelfinale | 10. Dez. 2022 | Doha      | Marokko        | Portugal       | 1:0 (1:0) |

### Bei der Fußball-Europameisterschaft 2024
| Phase        | Datum         | Spielort  | Heimmannschaft | Gastmannschaft | Ergebnis  |
| ------------ | ------------- | --------- | -------------- | -------------- | --------- |
| Gruppenphase | 18. Juni 2024 | Dortmund  | Türkei         | Georgien       | 3:1 (1:1) |
| Gruppenphase | 23. Juni 2024 | Stuttgart | Schottland     | Ungarn         | 0:1 (0:0) |

## Persönliches
Tello ist städtischer Angestellter, übt diese Tätigkeit jedoch derzeit nicht aus, um sich auf seine Laufbahn als Fußballschiedsrichter zu konzentrieren. Er ist verheiratet, Vater von zwei Söhnen und lebt mit seiner Familie in seiner Geburtsstadt Bahía Blanca.